# Рајко Кузмановић
Рајко Н. Кузмановић (Челинац, 1. децембар 1931) српски је правник, академик и универзитетски професор емеритус. По образовању је доктор правних наука. Био је предсједник Академије наука и умјетности Републике Српске и предсједник Удружења правника Републике Српске. Бивши је предсједник Републике Српске (2007—2010), предсједник Уставног суда Републике Српске и ректор Универзитета у Бањој Луци.

## Биографија
Рајко Кузмановић је рођен 1. децембра 1931. године у Челинцу, Краљевина Југославија. Дипломирао је право и филозофију у Загребу. Докторирао је у Мостару. Био је професор Правног факултета у Бањалуци. У два мандата био је декан тог факултета и у два мандата ректор Универзитета у Бањалуци. Као признат научни радник, изабран је за дописног члана највише научне установе у Републици Српској — Академије наука и умјетности Републике Српске — 27. јуна 1997. године, а за редовног члана 21. јуна 2004. године. Био је секретар Одјељења друштвених наука и потпредсједник Академије наука и умјетности Републике Српске, а за њеног предсједника изабран је 2004. године. Препоруке за његов избор дали су, између осталих, великани српске правне и политичке мисли — академици проф. др Радомир Лукић, проф. др Љубомир Тадић и проф. др Милорад Екмечић. Члан је још трију академија наука и умјетности: Међународне кнежевске академије хуманитарних и природних наука (МАГЕН) Руске Федерације у Москви од 2001. године (редовни члан), Балканске академије наука и културе (BASE) у Софији од 2005. године (дописни члан) и Свјетске академије наука и умјетности (WAAS), у Сан Франциску, од 2006. године (редовни члан).
Био је предсједник Уставног суда Републике Српске. Од 2004. Рајко Кузмановић је предсједник Академије наука и умјетности Републике Српске.
Године 2007. на пријевременим изборима је изабран за седмог предсједника Републике Српске.

## Одликовања
- Орден Републике Српске (2012)[4]
- Сретењски орден, првог степена (2024)[5]